# José Antonio Crespo
José Antonio Crespo (ur. 24 czerwca 1977 w Madrycie - hiszpański zawodnik badmintona.
Zawodnik startował na igrzyskach olimpijskich w Atenach w grze podwójnej mężczyzn - odpadł w pierwszej rundzie.